# Abdoul Yoro N’Diaye
Abdoul Yoro N’Diaye (ur. 22 września 1974) – senegalski piłkarz grający na pozycji pomocnika. W swojej karierze rozegrał 5 meczów w reprezentacji Senegalu.

## Kariera klubowa
W swojej karierze piłkarskiej N’Diaye grał w klubie AS Douanes.

## Kariera reprezentacyjna
W reprezentacji Senegalu N’Diaye zadebiutował 3 września 1994 w zremisowanym 0:0 meczu kwalifikacji do Pucharu Narodów Afryki 1996 z Mauretanią, rozegranym w Dakarze. Wcześniej, w tym samym roku, został powołany do kadry na Puchar Narodów Afryki 1994. Na tym turnieju nie rozegrał żadnego meczu. Od 1994 do 1997 roku rozegrał w kadrze narodowej 5 meczów.